# Rostblomstickare
Rostblomstickare (Diglossa sittoides) är en fågel i familjen tangaror inom ordningen tättingar.

## Utseende och läte
Rostblomstickare är en liten och aktiv sångarliknande tätting med den för släktet typiska uppböjda och krokförsedda näbben, lite som en burköppnare. Hanen är karakteristisk med skiffergrå ovansida och varmt rostbeige undersida utan kontrasterande teckningar på vingarna. Honan är genomgående färglöst brunaktig. Otydlig streckning på bröstet skiljer den från andra blomstickare.

## Utbredning och systematik
Rostblomstickare delas in i sex underarter med följande utbredning:
- Diglossa sittoides hyperythra – norra Colombia (Sierra Nevada de Santa Marta) och kustbergen i norra Venezuela
- Diglossa sittoides dorbignyi – Anderna i Colombia och västra Venezuela (Lara, Mérida och Táchira)
- Diglossa sittoides coelestis – Sierra de Perija (gränsen mellan Colombia och Venezuela)
- Diglossa sittoides mandeli – subtropiska bergstrakter i nordöstra Venezuela (berget Turumiquire i Sucre)
- Diglossa sittoides decorata – subtropiska Anderna i Ecuador och Peru
- Diglossa sittoides sittoides – subtropiska Anderna i västra Bolivia och nordvästra Argentina

## Levnadssätt
Rostblomstickaren hittas i rätt öppna buskiga områden, skogslandskap och trädgårdar på mellan 1500 och 3000 meters höjd, ej inne i skog. Likt andra blomstickare livnär den sig på nektar som den tar genom att punktera blommor med den speciellt utformade näbben.

## Status och hot
Arten har ett stort utbredningsområde, men tros minska i antal, dock inte tillräckligt kraftigt för att den ska betraktas som hotad. Internationella naturvårdsunionen IUCN listar arten som livskraftig (LC).